# Cieszyn
Cieszyn ([ˈt͡ɕɛʂɨn]ⓘ en checo: Těšín; en alemán: Teschen) es una ciudad de Polonia situada en el sur. Tiene 35 200 habitantes (datos del 2016) y está localizada en el Voivodato de Silesia, siendo la capital del distrito de Cieszyn desde 1999. La ciudad está a orillas del río Olza (un afluente del Oder) que además sirve de línea de separación con la inmediata ciudad checa de Český Těšín.

## Historia
Tescin fue mencionada por primera vez en 1155 como un castillo de la diócesis de Breslavia. Durante la división feudal de Polonia, el Ducado de Teschen fue segregado del Ducado de Racibórz desde 1281 hasta 1290 y gobernado por los duques silesios de la dinastía de los Piastas. Desde 1327 un feudo de Bohemia. A partir de 1526, el área de Silesia formó parte de la Monarquía de los Habsburgo de Austria.
Después de la caída del Imperio austrohúngaro y la guerra checoslovaco-polaca de Silesia en 1919 Teschen por decisión del Consejo de Embajadores en 1920 fue dividido a lo largo del río Olza (Olše, Olsa) entre los estados de Checoslovaquia y la Segunda República Polaca.
El estilo arquitectónico de sus edificios combina hoy las peculiaridades austríacas y polacas. Debido a los graves y numerosos incendios que históricamente ha sufrido, la ciudad ha sido reconstruida en diversas ocasiones. La última de ellas corresponde a finales del siglo XVIII, de manera que el casco antiguo de la ciudad en ocasiones es llamado "la Pequeña Viena". De su castillo solo queda una torre que data del siglo XII. También posee una capilla de estilo románico perteneciente al siglo X.

## Galería de fotos

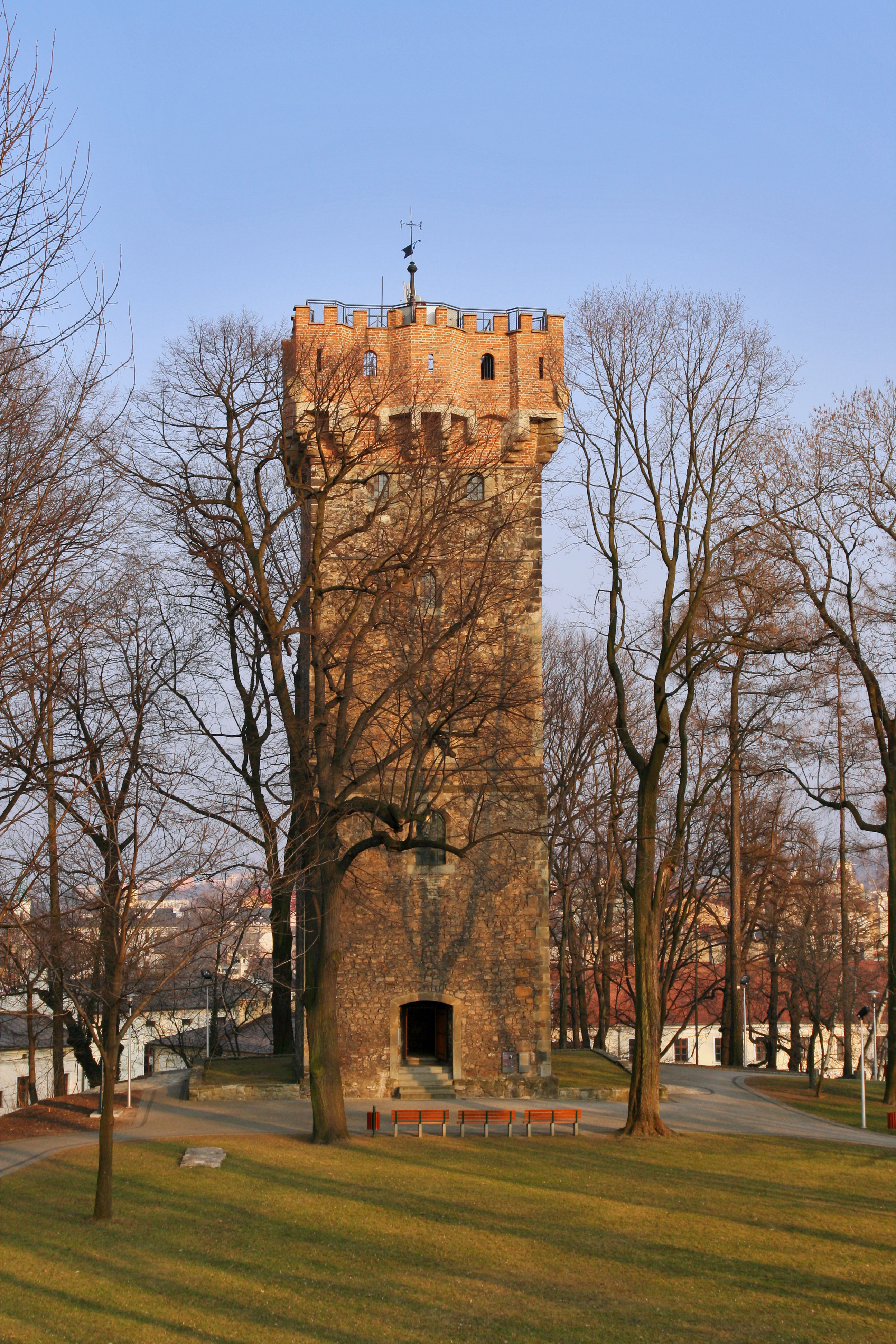
Torre del siglo XIV
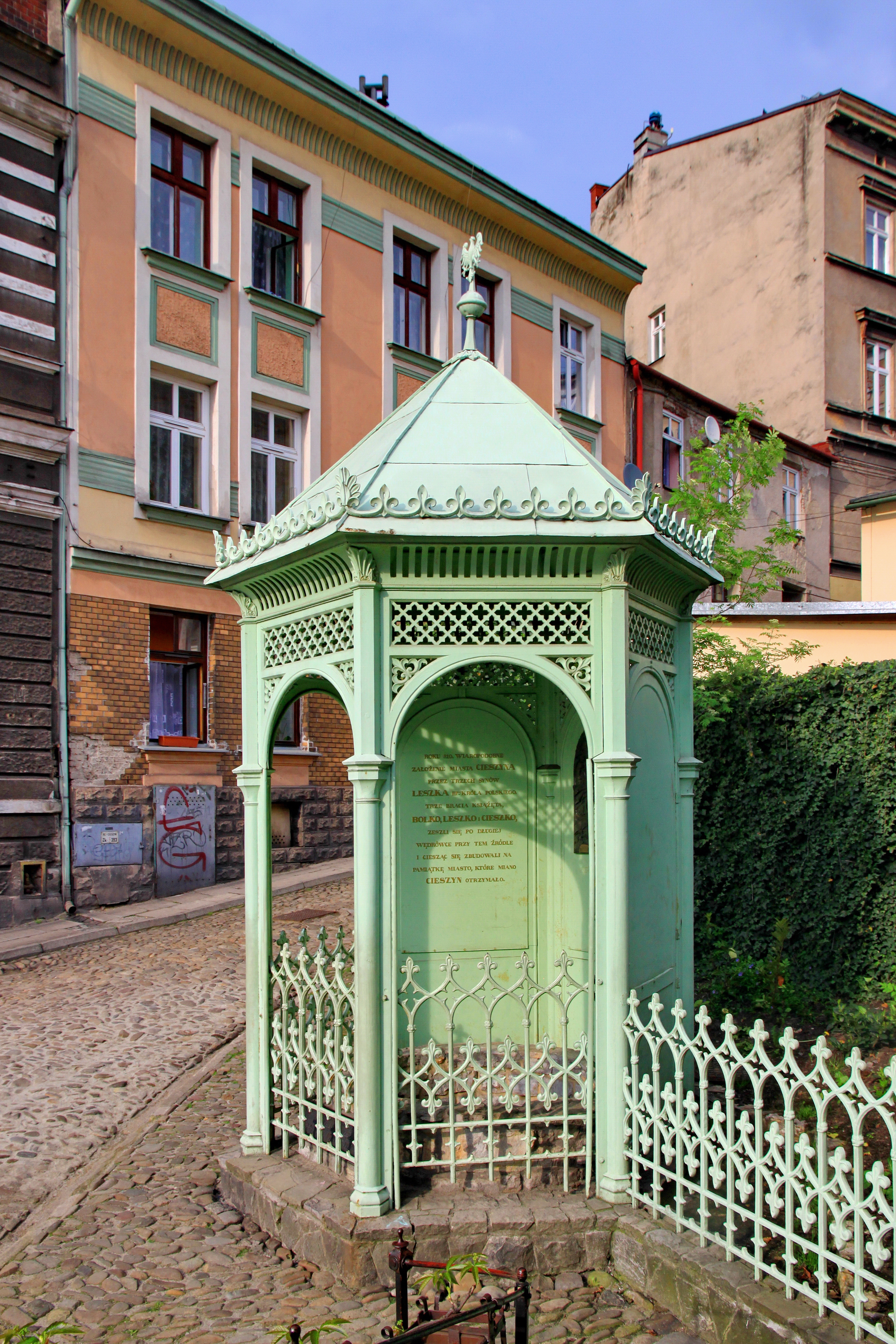
Fuente de los Tres Hermanos
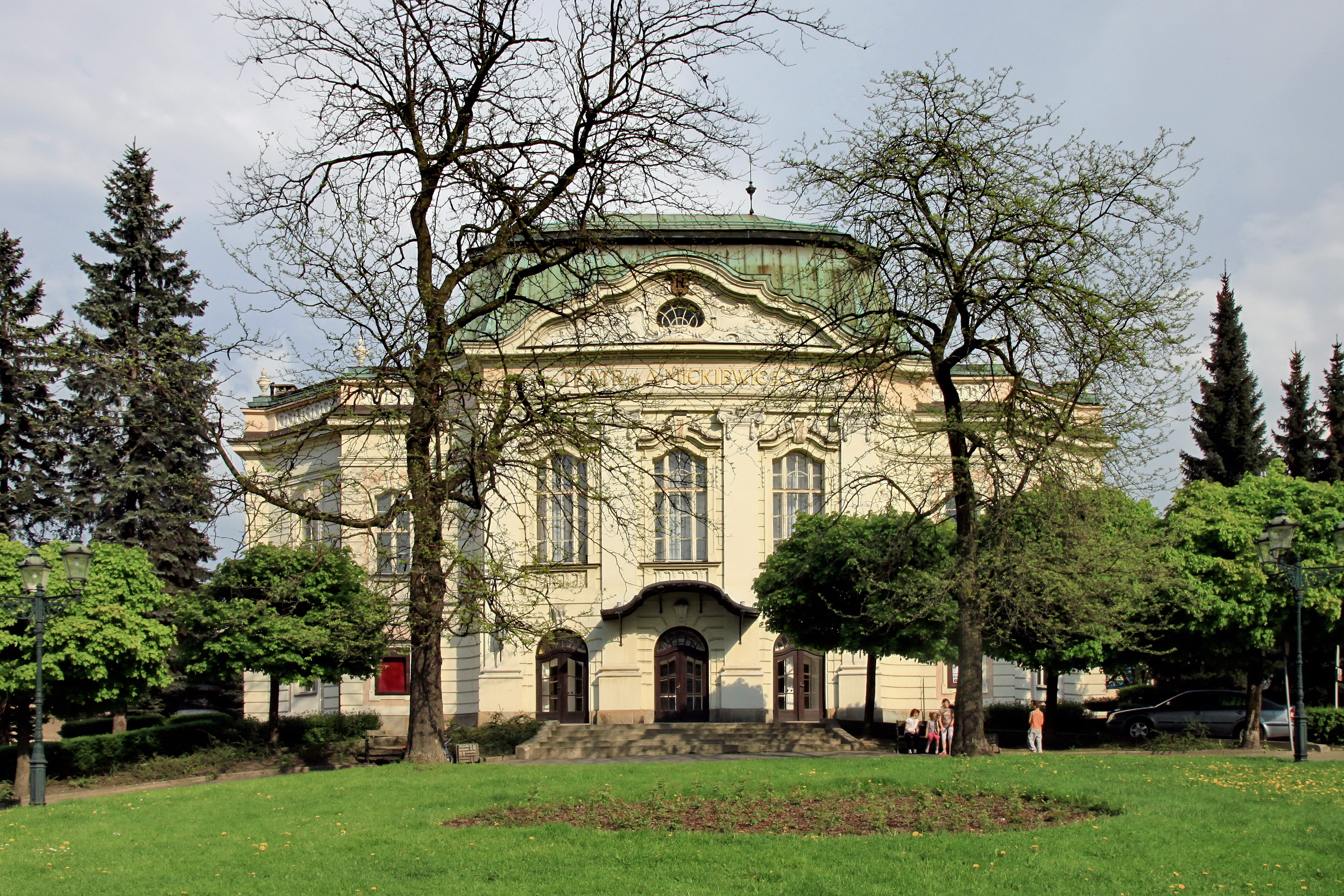
Teatro